# Campionato Sammarinese 2007-2008
Il Campionato Sammarinese 2007-08 è la 23ª edizione della competizione, ed è iniziato il 21 settembre 2007.
Le quindici squadre partecipanti sono divise in due gruppi e, al termine della stagione regolare, le migliori tre di ogni gruppo accederanno ai play-off. La vittoria nel campionato garantisce l'accesso ai turni preliminare della UEFA Champions League.

## Fase a gironi

### Girone A
|  |    | Classifica 2007-08 | Pt | G  | V  | N | P  | GF | GS | DR  |
|  | -- | ------------------ | -- | -- | -- | - | -- | -- | -- | --- |
|  | 1. | Tre Penne          | 44 | 21 | 13 | 5 | 3  | 51 | 22 | +29 |
|  | 2. | Tre Fiori          | 36 | 21 | 10 | 6 | 5  | 35 | 26 | +9  |
|  | 3. | Juvenes/Dogana     | 36 | 21 | 10 | 6 | 5  | 31 | 18 | +13 |
|  | 4. | Cailungo           | 36 | 21 | 10 | 6 | 5  | 37 | 24 | +13 |
|  | 5. | Pennarossa         | 25 | 21 | 7  | 4 | 10 | 33 | 42 | -9  |
|  | 6. | Folgore            | 22 | 21 | 6  | 4 | 11 | 21 | 37 | -16 |
|  | 7. | Domagnano          | 17 | 21 | 4  | 5 | 12 | 36 | 54 | -18 |
|  | 8. | Fiorentino         | 4  | 21 | 1  | 1 | 19 | 17 | 60 | -43 |

### Girone B
|  |    | Classifica 2007-08 | Pt | G  | V  | N | P  | GF | GS | DR  |
|  | -- | ------------------ | -- | -- | -- | - | -- | -- | -- | --- |
|  | 1. | Murata             | 43 | 20 | 12 | 7 | 1  | 46 | 15 | +31 |
|  | 2. | La Fiorita         | 42 | 20 | 12 | 6 | 2  | 39 | 24 | +15 |
|  | 3. | Faetano            | 37 | 20 | 11 | 4 | 5  | 45 | 18 | +27 |
|  | 4. | Virtus             | 34 | 20 | 9  | 7 | 4  | 34 | 23 | +11 |
|  | 5. | Cosmos             | 23 | 20 | 6  | 5 | 9  | 21 | 33 | -12 |
|  | 6. | Libertas           | 21 | 20 | 5  | 6 | 9  | 27 | 36 | -9  |
|  | 7. | San Giovanni       | 5  | 20 | 1  | 2 | 17 | 15 | 56 | -41 |

## Play-off
Ai play-off si qualificano le prime tre squadre di ogni girone.
- Primo Turno

Si affrontano le seconde e le terze classificate dei due gironi
 Tre Fiori- Faetano 1-0
 La Fiorita- Juvenes/Dogana 0-0 rig.: 3-4
- Secondo Turno

Si affrontano le vincitrici dei due gironi con le vincenti del primo turno
 Tre Penne- Juvenes/Dogana 1-5
 Murata- Tre Fiori 2-2 rig.: 4-1
- Terzo Turno

Si affrontano i perdenti del primo turno contro i perdenti del secondo. Gli sconfitti vengono eliminati
 Tre Penne- Faetano 1-2
 Tre Fiori- La Fiorita 1-0
- Quarto Turno

Si affrontano le vincenti del secondo turno. Chi vince approda in finale, chi perde in semifinale
 Juvenes/Dogana- Murata 0-2
Si affrontano le vincenti del terzo turno. Chi vince approda in semifinale, chi perde viene eliminato
 Faetano- Tre Fiori 2-1
- Semifinale

 Juvenes/Dogana- Faetano 1-0 dts
- Finale

 Murata- Juvenes/Dogana 1-0

## Classifica marcatori dei due gironi

### Girone A
12 goal
- Stefano Bullini (Tre Penne)

10 goal
- Simone Amadori (Tre Penne)
- Marco Fantini (Juvenes/Dogana)

9 goal
- Marco Casadei (Tre Penne)

8 goal
- Fabio Felici (Domagnano)
- Alessandro Giunta (Tre Fiori)
- Alessandro Pancotti (Pennarossa)
- Steven Venerucci (Fiorentino)

6 goal
- Alberto Celli (Domagnano)

5 goal
- Matteo Andreini (Tre Fiori)
- Lorenzo Boschi (Cailungo)
- Giacomo Gamberini (Juvenes/Dogana)
- Alessandro Guidi (Cailungo)
- Francesco Rossi (Cailungo)

### Girone B
21 goal
- Mohammed Zaboul (Murata)

16 goal
- Alex Olivieri (Faetano)
- Simon Parma (La Fiorita)

12 goal
- Fabio Algeri (Libertas)

10 goal
- Filippi Fabbri (Virtus)

9 goal
- Domenico Di Paolo (San Giovanni)

8 goal
- Andrea Bartoli (Virtus)
- Ridvan Frani (Virtus)
- Roberto Gatti (La Fiorita)
- Paolo Montagna (Cosmos)

7 goal
- Nicholas Carattoni (San Giovanni)

6 goal
- Elton Shabani (Faetano)
- Marco Tomassoni (La Fiorita)
- Octavio Folli (Faetano)